# Менкулас
Менкулас или Менкулия (на албански: Menkulas или Menkulasi) е село в Албания, част от община Девол, област Корча.

## География
Селото е разположено на 15 километра източно от град Корча, по горното течение на река Девол в котловина между Грамос и Морава.

## История
Южно от селото са останките от античната и средновековна крепост Божи град, спомената от Йоан Скилица във връзка с походите на Василий II Българоубиец в XI век като Васограда (Βασόγραδα) и съществувала до XIV век.
На Етнографската карта на Битолския вилает на Картографския институт в София от 1901 година Менгулас е чисто албанско мюсюлманско село в Корчанската каза на Корчанския санджак със 70 къщи.
Георги Христов обозначава на картата си селото като Менколец.
До 2015 година селото е част от община Божи град (Мирас).

## Личности
- Дритъро Аголи (1931 - 2017), албански писател